# Ulica Mostowa w Toruniu
Ulica Mostowa Toruniu – ulica w zespole staromiejskim Torunia, w południowo-zachodniej części Starego Miasta. Ma długość ok. 230 m i przebieg południkowy, zaczyna się przy ul. Bulwar Filadelfijski, prowadzi przez Bramę Mostową, za którą odchodzi od niej ul. Podmurna, przecina ul. Ciasną i dochodzi do ul. Szerokiej. Do skrzyżowania z ul. Ciasną obowiązuje ruch jednokierunkowy, dalej ma charakter deptaka.

## Nazwa
Przed zbudowaniem mostu w końcu XV w. ulica nosiła nazwę Promowej lub Przewoźnej (niem. Vergasse). Obecna nazwa ulicy - Mostowa (niem. Brückenstrasse) weszła w użycie w drugiej połowie XVI wieku i pochodzi od drewnianego mostu przez Wisłę, który znajdował się na jej przedłużeniu od 1500 r. do 2. połowy XIX w. W okresie od 1815 do ok. 1870 r. nosiła nazwę Louisenstraße ku czci królowej Luizy Pruskiej. W okresie 1939-45 zmieniono jej nazwę na Brückengasse.

## Historia i charakter
Ulica należy do najwcześniejszych ulic wytyczonych po lokacji Torunia, niedługo po 1236 r. Była to jedna z głównych ulic miasta w jego najwcześniejszej fazie rozwoju, prowadząca na nadbrzeże wiślane. W średniowieczu przy ulicy stały kamienice, od XVI do XVIII w. przebudowywane na spichlerze. W XVIII w. na rogu ulicy Mostowej i Ciasnej został zbudowany późnobarokowy pałac burmistrza Jakuba Fengera, przebudowany w XIX w. W XIX w. miało swoją siedzibę kilka banków (m.in. polski bank kredytowy Donimirski, Kalkstein, Łyskowski i sp.), a także hotel „Pod Orłem”. W XIX i na pocz. XX w. większość kamienic przebudowano na kamienice czynszowe, jednak zachowało się wiele starszych budynków pochodzących ze średniowiecza.

## Ważniejsze obiekty
| Nr  | Obiekt                          | Lata budowy                                         | Projekt                                                     | Styl architektoniczny | Ewidencja zabytków               | Uwagi | Zdjęcie |
| 1.  | tzw. Spichrz Szwedzki Mostowa 1 | 1719, przebudowa: 1823                              | Jan Noggen                                                  | renesans/barok        | nr rejestru A/129                | Pełnił rolę spichrza, koszarów wojskowych oraz po przebudowie przez władze prsukie w 1823 roku - wojskowego magazynu żywności. Dwuskrzydłowy, czterokondygnacyjny, w 1823 roku spichrz połączono z Basztą Żuraw dobudowywując tzw. łącznik z żurawiem. Obecnie zaadaptowany na restaurację i hotel. |         |
| 2.  | Mostowa 2                       | sprzed 1703, przebudowa 1871 i 1888                 |                                                             | barok                 |                                  | Dawniej spichrz, obecnie zaadaptowany na hotel |         |
| 3.  | Mostowa 4                       | XVIII/XIX wiek                                      |                                                             | klasycyzm             | nr rejestru A/1360               | Obecnie zaadaptowana na Hotel Spichrz II |         |
| 4.  | Mostowa 6                       | XIV wiek, przebudowy ok. 1520, koniec XVII w., 1865 |                                                             | gotyk/barok           | nr rejestru A/917                | Do początku XVI w. były to trzy oddzielne kamienice. Ok. 1520 r. połączono je funkcjonalnie - kamienica północna pełniła wówczas funkcje mieszkalno-reprezentacyjne, kamienice środkową i południową przeznaczono na spichrze. Kamienice nadbudowano i zwieńczono półkolistymi szczytami flankowanymi sterczynami. W okresie baroku kamienice przeszły kolejną modernizację (dotyczyło zwłaszcza to ich wnętrz), po której zachowała się między innymi kręcona klatka schodowa z rzeźbą lwa, trzymającego tarczę z datą 1699 r. Po 1865 r. przebudowano przyziemie i pierwsze piętro, zmieniając układ okien. W marcu 2007 r. południową część budynku strawił pożar. |         |
| 5.  | Mostowa 9                       | 1897                                                | proj. firma budowlana Ulmer und Kaun, inwestor Max Pümchera | eklektyzm             | nr rejestru A/166                | Kamienica narożna z wykuszami i efektownym narożnym balkonem; w latach 1922-1939 na I i II piętrze funkcjonowała klinika chorób kobiecych dra Kazimierza Tarnowskiego. Zachował się bogaty wystrój wnętrz z czasów budowy. |         |
| 6.  | Pałac Fengerów Mostowa 14       | 1742, przebudowa 1833                               | Jan Baptysta Cocchi                                         | barok                 | nr rejestru A/510                | Przebudowa z 1833 roku pozbawiła go bogatej barokowej elewacji na rzecz uproszczonej, klasycyzującej. W 1792 roku urodził się tu hrabia Fryderyk Florian Skarbek. W 1825 roku przebywał tu Fryderyk Chopin, kiedy spędzał wakacje w niedalekiej Szafarni. |         |
| 7.  | Mostowa 17                      | XIX wiek                                            |                                                             | neoklasycyzm          | nr rejestru A/134                | Od 1886 roku mieści się tu hotel Pod Orłem dawniej nazywany „Pod Czarnym Orłem” |         |
| 8.  | Mostowa 22                      | XV wiek, przebudowa XVIII wiek, XIX wiek            |                                                             | gotyk/barok           | nr rejestru A/191                | Gotycka kamienica trójosiowa, z fasadą dzieloną lizenami, połączonymi charakterystycznymi zdwojonymi ostrołukami. Szczyt barokowy z XVIII w. Z okresu gotyckiego pochodzą również częściowo piwnice, ściany obwodowe i szczyt tylni. W 1863 r. przebudowano przyziemie zacierając pierwotny średniowieczny układ wnętrza. W 1885 r. fasada zyskała neorenesansowy wystrój, który usunięto w trakcie remontu w latach 1968-69 r. |         |
| 9.  | Mostowa 24                      | XV wiek, przebudowa około 1800                      |                                                             | gotyk                 | gminna ewidencja zabytków nr 507 | Dwuosiowa gotycka kamienica z malowidłami ornamentalnymi na fasadzie, charakterystycznymi dla Torunia, w kolorach czarnym, czerwonym i białym. |         |
| 10. | Mostowa 28                      | XIV wiek, XIX wiek, 1902                            |                                                             | gotyk/klasycyzm       | nr rejestru A/739                | Kamienica zbudowana zapewne w XIV w.; z tego czasu pochodzą piwnice, szczyt elewacji tylnej oraz prawdopodobnie mury obwodowe. Już wówczas posiadała najpewniej zaplecze gospodarcze z dojazdem od strony ul. Podmurnej 27. Przebudowana w latach 30. XIX w. (z tego czasu klasycystyczna klatka schodowa) i w 1876. W 1902 r. elewacja zyskała obecny wystrój. |         |
| 11. | Mostowa 30                      | 1888                                                |                                                             | neoklasycyzm          | gminna ewidencja zabytków nr 512 | Kamienica powstała z przebudowy domu barokowego, zachowany piaskowy bogaty barokowy portal z 1648 roku. W okresie międzywojennym i zaraz po II Wojnie Światowej w kamienicy mieścił się Konsulat Honorowy Republiki Francuskiej. |         |
| 12. | Mostowa 36                      | XV wiek, XIX wiek                                   | Stanisław Hebanowski                                        |                       | nr rejestru A/513                | Kamienica na zrębie gotyckim - z tego czasu zachowane piwnice, częściowo mury obwodowe oraz zrekonstruowany szczyt tylni. Przebudowywana w XVI-XVII oraz w XIX w. Z okresu nowożytnego pochodzi układ przestrzenny traktu tylnego z polichromowanym stropem z lat 1620-30. Na pocz. XIX w. przebudowana w stylu klasycystycznym - z tego czasu klatka schodowa oraz fasada. W latach 1875–1890 siedziba banku kredytowego "Donimirski, Kalkstein, Łyskowski i Spółka". |         |